# Prix Silver Slugger (premier but)
Pour les articles homonymes, voir Prix Silver Slugger.
Le Prix Silver Slugger ou Bâton d'argent (en anglais : Silver Slugger Award) est un prix remis annuellement aux joueurs des Ligues majeures de baseball pour leurs performances en offensive. Neuf joueurs de la Ligue américaine et neuf joueurs de la Ligue nationale reçoivent cet honneur, attribué au meilleur joueur à chaque position sur le terrain. Le prix est distribué par Louisville Slugger, une entreprise qui fabrique les battes de baseball.

## Ligue américaine
| Année | Joueur          | Équipe                  |
| ----- | --------------- | ----------------------- |
| 1980  | Cecil Cooper    | Brewers de Milwaukee    |
| 1981  | Cecil Cooper    | Brewers de Milwaukee    |
| 1982  | Cecil Cooper    | Brewers de Milwaukee    |
| 1983  | Eddie Murray    | Orioles de Baltimore    |
| 1984  | Eddie Murray    | Orioles de Baltimore    |
| 1985  | Don Mattingly   | Yankees de New York     |
| 1986  | Don Mattingly   | Yankees de New York     |
| 1987  | Don Mattingly   | Yankees de New York     |
| 1988  | George Brett    | Royals de Kansas City   |
| 1989  | Fred McGriff    | Blue Jays de Toronto    |
| 1990  | Cecil Fielder   | Tigers de Détroit       |
| 1991  | Cecil Fielder   | Tigers de Détroit       |
| 1992  | Mark McGwire    | Athletics d'Oakland     |
| 1993  | Frank Thomas    | White Sox de Chicago    |
| 1994  | Frank Thomas    | White Sox de Chicago    |
| 1995  | Mo Vaughn       | Red Sox de Boston       |
| 1996  | Mark McGwire    | Athletics d'Oakland     |
| 1997  | Tino Martinez   | Yankees de New York     |
| 1998  | Rafael Palmeiro | Orioles de Baltimore    |
| 1999  | Carlos Delgado  | Blue Jays de Toronto    |
| 2000  | Carlos Delgado  | Blue Jays de Toronto    |
| 2001  | Jason Giambi    | Athletics d'Oakland     |
| 2002  | Jason Giambi    | Yankees de New York     |
| 2003  | Carlos Delgado  | Blue Jays de Toronto    |
| 2004  | Mark Teixeira   | Rangers du Texas        |
| 2005  | Mark Teixeira   | Rangers du Texas        |
| 2006  | Justin Morneau  | Twins du Minnesota      |
| 2007  | Carlos Peña     | Devil Rays de Tampa Bay |
| 2008  | Justin Morneau  | Twins du Minnesota      |
| 2009  | Mark Teixeira   | Yankees de New York     |
| 2010  | Miguel Cabrera  | Tigers de Détroit       |
| 2011  | Adrian Gonzalez | Red Sox de Boston       |
| 2012  | Prince Fielder  | Tigers de Détroit       |
| 2013  | Chris Davis     | Orioles de Baltimore    |
| 2014  | José Abreu      | White Sox de Chicago    |
| 2015  | Miguel Cabrera  | Tigers de Détroit       |
| 2016  | Miguel Cabrera  | Tigers de Détroit       |
| 2017  | Eric Hosmer     | Royals de Kansas City   |

## Ligue nationale
| Année | Joueur           | Équipe                    |
| ----- | ---------------- | ------------------------- |
| 1980  | Keith Hernandez  | Cardinals de Saint-Louis  |
| 1981  | Pete Rose        | Phillies de Philadelphie  |
| 1982  | Al Oliver        | Expos de Montréal         |
| 1983  | George Hendrick  | Cardinals de Saint-Louis  |
| 1984  | Keith Hernandez  | Mets de New York          |
| 1985  | Jack Clark       | Cardinals de Saint-Louis  |
| 1986  | Glenn Davis      | Astros de Houston         |
| 1987  | Jack Clark       | Cardinals de Saint-Louis  |
| 1988  | Andrés Galarraga | Expos de Montréal         |
| 1989  | Will Clark       | Giants de San Francisco   |
| 1990  | Eddie Murray     | Dodgers de Los Angeles    |
| 1991  | Will Clark       | Giants de San Francisco   |
| 1992  | Fred McGriff     | Padres de San Diego       |
| 1993  | Fred McGriff     | Braves d'Atlanta          |
| 1994  | Jeff Bagwell     | Astros de Houston         |
| 1995  | Eric Karros      | Dodgers de Los Angeles    |
| 1996  | Andrés Galarraga | Rockies du Colorado       |
| 1997  | Jeff Bagwell     | Astros de Houston         |
| 1998  | Mark McGwire     | Cardinals de Saint-Louis  |
| 1999  | Jeff Bagwell     | Astros de Houston         |
| 2000  | Todd Helton      | Rockies du Colorado       |
| 2001  | Todd Helton      | Rockies du Colorado       |
| 2002  | Todd Helton      | Rockies du Colorado       |
| 2003  | Todd Helton      | Rockies du Colorado       |
| 2004  | Albert Pujols    | Cardinals de Saint-Louis  |
| 2005  | Derrek Lee       | Cubs de Chicago           |
| 2006  | Ryan Howard      | Phillies de Philadelphie  |
| 2007  | Prince Fielder   | Brewers de Milwaukee      |
| 2008  | Albert Pujols    | Cardinals de Saint-Louis  |
| 2009  | Albert Pujols    | Cardinals de Saint-Louis  |
| 2010  | Albert Pujols    | Cardinals de Saint-Louis  |
| 2011  | Prince Fielder   | Brewers de Milwaukee      |
| 2012  | Adam LaRoche     | Nationals de Washington   |
| 2013  | Paul Goldschmidt | Diamondbacks de l'Arizona |
| 2014  | Adrian Gonzalez  | Dodgers de Los Angeles    |
| 2015  | Paul Goldschmidt | Diamondbacks de l'Arizona |
| 2016  | Anthony Rizzo    | Cubs de Chicago           |
| 2017  | Paul Goldschmidt | Diamondbacks de l'Arizona |